# Abschlusserklärung
Eine Abschlusserklärung dient dazu, die endgültige Erledigung eines Rechtsstreits herbeizuführen, nachdem eine einstweilige Verfügung ergangen ist. Der Adressat der einstweiligen Verfügung erkennt in der Abschlusserklärung die durch die einstweilige Verfügung ergangene Regelung als endgültige Regelung des Rechtsstreits an und verzichtet gleichzeitig auf das Recht, gegen die  Verfügung aus §§ 924, 926 oder 927 ZPO vorzugehen. 
Der Abschlusserklärung geht regelmäßig das so genannte Abschlussschreiben voraus, das die Aufforderung zur Abgabe der Abschlusserklärung enthält. 

## Sinn und Zweck
Durch die Abgabe der Abschlusserklärung entfällt das Rechtsschutzinteresse für eine Klage in der Hauptsache, so dass das oft kostspielige Hauptsacheverfahren (Gerichtsverfahren nach Klage) vermieden werden kann. In der Regel wird also derjenige Adressat einer einstweiligen Verfügung eine Abschlusserklärung abgeben, der von einem eigenen Unterliegen in der Hauptsache ausgeht, oder für den es aus anderen Gründen nicht sinnvoll wäre, sich gegen die einstweilige Verfügung zur Wehr zu setzen.
Die Abschlusserklärung hat insbesondere im Bereich des Wettbewerbsrechts Bedeutung. Sie ist gesetzlich nicht geregelt, sondern wurde als Instrument zur schnellen und kostengünstigen Erledigung einstweiliger Verfügungsverfahren von der Praxis entwickelt.

## Kosten
Derjenige, der durch die einstweilige Verfügung verpflichtet ist, muss in der Regel auch die Rechtsanwaltskosten für die Aufforderung tragen, eine Abschlusserklärung abzugeben. Dies ergibt sich aus den Grundsätzen der Geschäftsführung ohne Auftrag. Der Unterlegene muss aber ausreichend Zeit haben, die einstweilige Verfügung von sich aus als endgültige Regelung anzuerkennen. Wie lange der Berechtigte aus der einstweiligen Verfügung warten muss, bevor ein Abschlussschreiben verfasst wird – also zur Abgabe der Abschlusserklärung (in der Regel kostenpflichtig) aufgefordert wird –, hängt vom Sachverhalt und letztlich auch von der Auffassung des entscheidenden Gerichts ab. Starre oder gar gesetzliche Fristen existieren nicht. In Wettbewerbssachen üblich ist eine Frist von zwei Wochen, von der in Ausnahmefällen abgewichen werden kann.